# Cometa Manx
Un cometa Manx es un cuerpo celeste rocoso y menor que tiene una órbita de cometa de período largo. A diferencia de la mayoría de los cuerpos en la órbita de un cometa de período largo, que suelen lucir colas largas y brillantes, el cometa Manx carece de cola, lo que es más típico de un asteroide del Sistema Solar interior. El apodo proviene del  raza Manx de gato sin cola. Algunos ejemplos son C/2013 P2 (PANSTARRS), descubierto el 4 de agosto de 2013, que tiene un período orbital superior a 51 millones de años, y C/2014 S3 (PANSTARRS), descubierto el 22 de septiembre de 2014, que procede de la nube de Oort y podría ayudar a explicar la formación del Sistema Solar.